# Maryam Matar
Maryam Mohamed Fatma Matar (مريم مطر, nacida en 1975) es una genetista, investigadora y locutora de radio emiratí que vive en los Emiratos Árabes Unidos (EAU). Matar es la primera mujer que ocupa el cargo de directora general en el gobierno de Dubai y es la fundadora y presidenta de la Asociación de Enfermedades Genéticas de los EAU.

## Trayectoria
Se licenció en Medicina y Cirugía y obtuvo el título del Programa de Residencia en Medicina Familiar. En 2004 se graduó en el Programa de Desarrollo de Liderazgo de Su Alteza el Jeque Mohammed Bin Rashid y realizó un doctorado en la Universidad de Yamaguchi (Japón). 
En 2006, Matar fue nombrada subsecretaria del Ministerio de Sanidad del Gobierno de Dubai y en 2008 fue nombrada directora general de una agencia gubernamental de Dubai, la Autoridad de Desarrollo Comunitario, convirtiéndose así en la primera mujer emiratí en ocupar estos cargos. Desde 2014, Matar es vicepresidenta de la organización de defensa de la educación primaria Dubai Cares.

## Biografía
En 2004, Matar fundó y dirige desde entonces la Asociación de Enfermedades Genéticas de los EAU, una organización de voluntarios de este país que trabaja en temas centrados en enfermedades como la talasemia, el Alzheimer, el autismo y la celiaquía. Este trabajo ha dado lugar a nuevas pruebas de detección de mutaciones genéticas en niños, como Matar comentó en un artículo de 2017 en Gulf News, y a pruebas genéticas para el cáncer de mama, como analizó en 2018 con el Khaleej Times. También fundó la Asociación del Síndrome de Down de los Emiratos Árabes Unidos. En 2017, Matar pronunció el discurso de apertura en un evento en honor a los profesionales de la salud en los Emiratos Árabes Unidos.
Matar ha hablado en la prensa sobre enfermedades raras en los Emiratos Árabes Unidos, sobre períodos de tiempo en los que las mujeres deberían evitar tomar decisiones importantes, sobre la financiación de iniciativas sanitarias en los EAU, y los desafíos para las mujeres en los Emiratos Árabes Unidos durante la pandemia de COVID-19. Ha sido copresentadora del programa de radio diario "Akhirlak" sobre salud pública en los Emiratos Árabes Unidos.
En 2012, Matar fue nombrada una de las 100 mujeres árabes más poderosas por la revista Arabian Business y, en abril de 2015, una de las "100 árabes menores de 40 años más poderosas" en la ciencia. En 2014, la revista Islamic Sciences Journal la reconoció como una de las científicas musulmanas más influyentes. Matar ha ocupado dos veces el cuarto puesto entre los investigadores árabes y "la investigadora emiratí más poderosa en la ciencia", según The Arab Weekly, que también informó, en 2018, que Matar aspiraba a ser la primera mujer árabe en recibir un Premio Nobel de la Paz.

## Publicaciones
- Matar, Maryam, Naveed, Mohammed, Salim, Sajala, Hareb, Nevin, Alba, Emayla, Hino, Minako, Nitta, Takenori, Adhiyanto, Chris, Yamashiro, Yasuhiro, Hattori, Yukio (2011). «Internet-based approach to population screening for common hemoglobinopathies in United Arab Emirates». NHS Nursing & Health Sciences (en inglés) 13 (2): 105-113. ISSN 1441-0745. OCLC 5156455549. PMID 21595813. doi:10.1111/j.1442-2018.2011.00599.x.
- Adhiyanto, Chris; Yamashiro, Yasuhiro; Hattori, Yukio; Nitta, Takenori; Hino, Minako; Matar, Maryam; Takagi, Fumiya; Kimoto, Masafumi (1 de junio de 2013). «A New β0-Thalassemia Mutation (codon 102, AAC>ATCAC) in Coexistence with a Heterozygous P4.2 Nippon Gene». Hemoglobin 37 (3): 227-240. ISSN 0363-0269. PMID 23600595. doi:10.3109/03630269.2013.777847.
- Laurance, Jeremy; Henderson, Sarah; Howitt, Peter J.; Matar, Mariam; Al Kuwari, Hanan; Edgman-Levitan, Susan; Darzi, Ara (1 de septiembre de 2014). «Patient Engagement: Four Case Studies That Highlight The Potential For Improved Health Outcomes And Reduced Costs». Health Affairs 33 (9): 1627-1634. ISSN 0278-2715. PMID 25201668. doi:10.1377/hlthaff.2014.0375.